# Bernardo O’Higgins

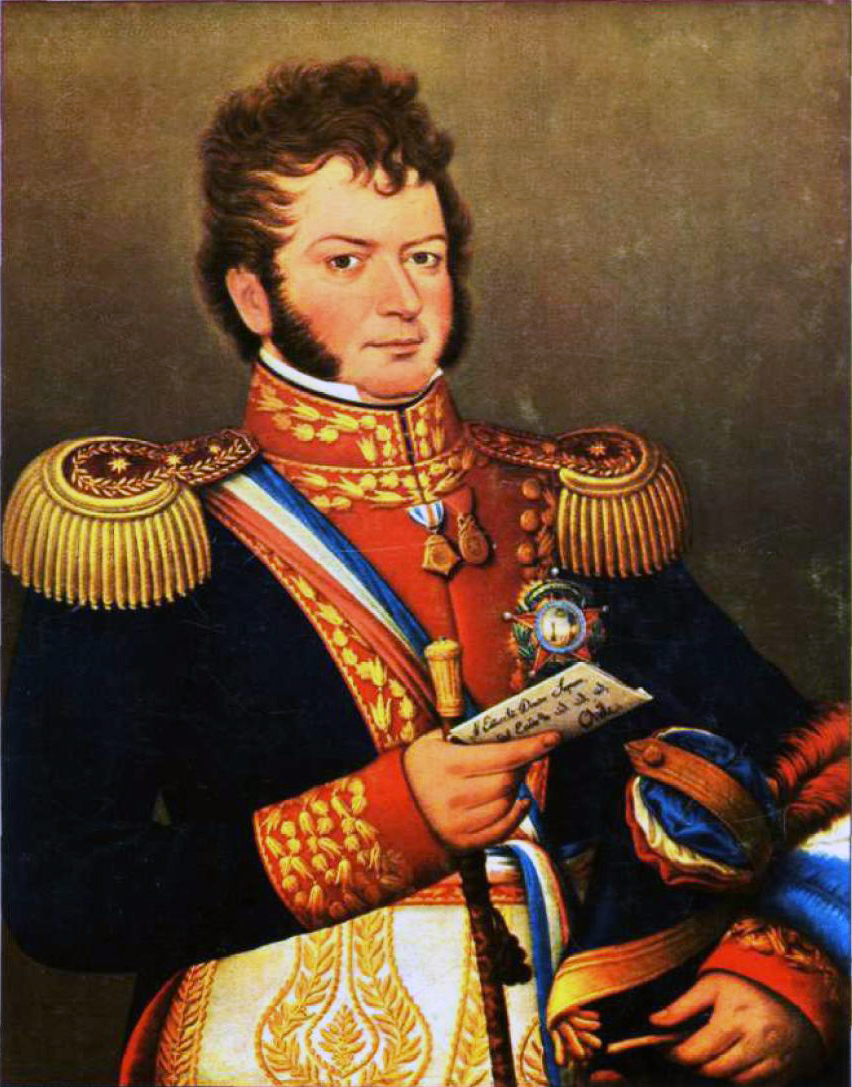
Bernardo O’Higgins Riquelme

Bernardo O’Higgins Riquelme (* 20. August 1778 in Chillán, Chile; † 24. Oktober 1842 in Lima, Peru) war ein Militär und Unabhängigkeitskämpfer in Chile. Von 1817 bis 1823 war er der erste Director Supremo von Chile.

## Leben
Geboren wurde Bernardo O’Higgins in Chillán als unehelicher Sohn von Ambrosio O’Higgins, dem damaligen Bürgermeister von Concepción. Später wurde sein Vater Gouverneur von Chile und Vizekönig von Peru. Seine Mutter war Isabel Riquelme, eine bekannte Dame in Chillán.
In den früheren Jahren lebte er bei der Familie seiner Mutter. Zu seinem Vater hatte er ein distanziertes Verhältnis, obwohl dieser ihn finanziell unterstützte und sich um seine Ausbildung kümmerte. Den spanischen Regierungsbeamten war es damals verboten, einheimische Frauen zu heiraten.
Als Ambrosio O’Higgins Vizekönig von Peru wurde, schickte er Bernardo nach London, um seine Ausbildung zu vervollständigen. O’Higgins kam in die Kreise der südamerikanischen Unabhängigkeitsvertreter, z. B. dem Venezolaner Francisco de Miranda. Er trat der Freimaurerloge Lautaro bei.

### Unabhängigkeitskrieg
Ab 1810 gehörte er zu den Unabhängigkeitskämpfern in Chile. Er wurde 1813 zum Befehlshaber der Streitkräfte der Bewegung ernannt. 1814 wurde er in der Schlacht von Rancagua geschlagen und musste nach Argentinien fliehen. In Chile zog die Zeit der Reconquista ein.
1817 marschierte er mit General José de San Martín über die Anden und schlug die Spanier in der Schlacht von Chacabuco. In der verlorenen Schlacht von Cancha Rayada 1818 wurde er am Arm verletzt.
Die Schlacht von Maipú am 5. April 1818 brachte den endgültigen Sieg für die chilenischen Unabhängigkeitskämpfer. Der siegreiche José de San Martín setzte eine nationale Regierung ein. Jedoch lehnte er das Amt des chilenischen Präsidenten zugunsten von Bernardo O’Higgins ab.

### Director Supremo

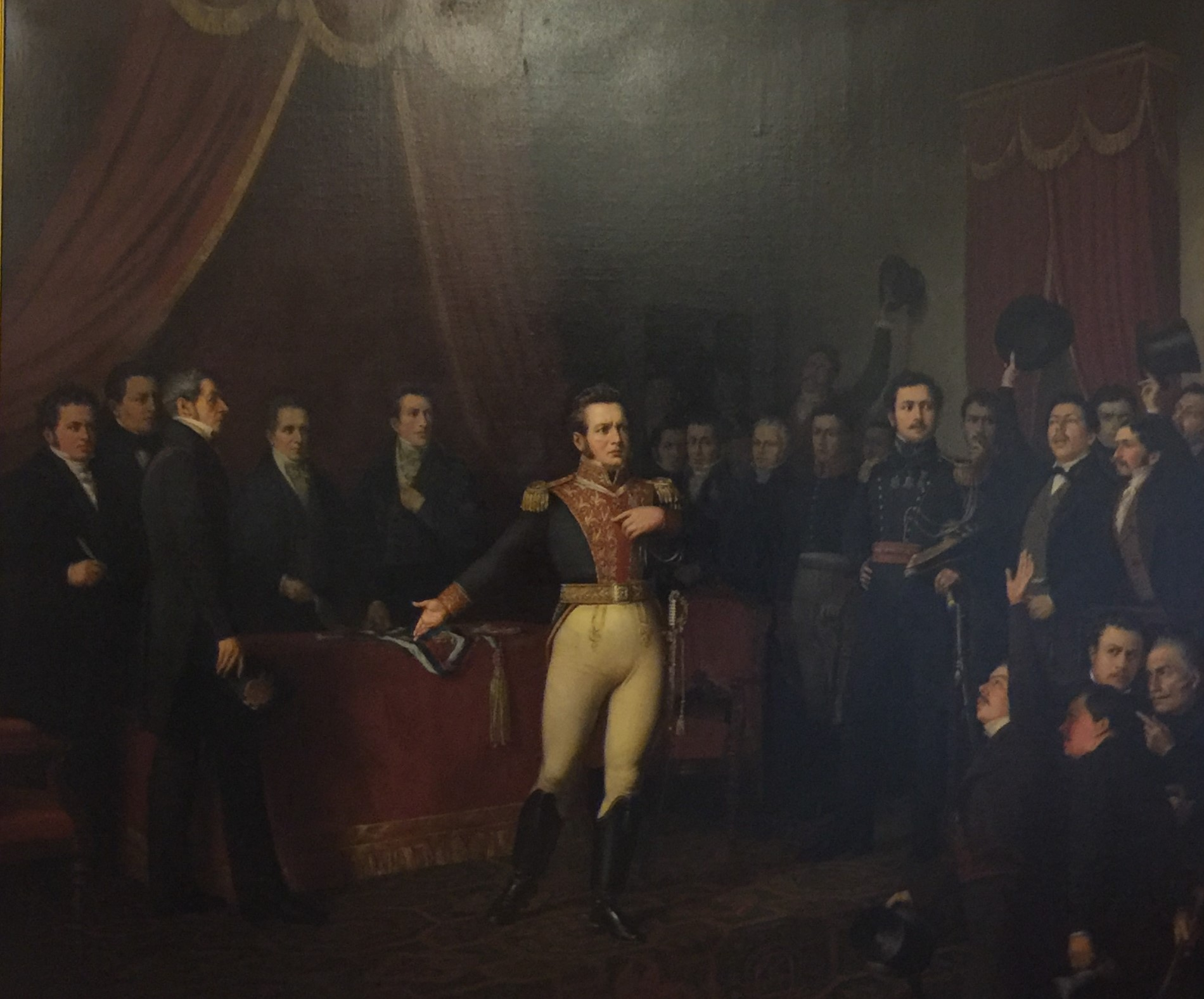
Abdankung von O’Higgins (1823),
Öl auf Leinwand
von Manuel Antonio Caro

Er wurde vom Adel des Landes zum ersten Führer eines unabhängigen Chile ernannt, ausgestattet mit diktatorischen Mitteln und dem Titel Director Supremo. Er trat sein Amt am 16. Februar 1817 an. Am 12. Februar 1818 unterzeichnete er die Unabhängigkeitserklärung für Chile in Talca.
In den sechs Jahren seiner Regierung gründete er die Militärakademie und führte die neue chilenische Flagge ein. Außenpolitisch unterstützte er die weiteren Feldzüge San Martins in Peru, so die Expedition von San Martín, die aber erfolglos blieben. Diese militärischen Niederlagen sowie seine radikalen und liberalen Reformen (Abschaffung des Adels, Einschränkung der Macht der Landbesitzer und der Kirche) verärgerten die Großgrundbesitzer und Konservativen. Am 28. Januar 1823 wurde er abgesetzt.
O’Higgins ging ins Exil nach Peru, wo er 1842 in Lima starb. 1869 wurde sein Leichnam nach Chile überführt. Seit 1979 befinden sich die sterblichen Überreste im Altar de la Patria-Mausoleum vor dem Präsidentenpalast La Moneda in Santiago de Chile, im südlichsten Teil der Plaza de la Ciudadanía (Platz der Staatsbürgerschaft).

## Ehrungen
Nach ihm wurden eine ehemalige Provinz  und 1979 eine der heutigen Regionen Chiles benannt, die Región del Libertador General Bernardo O’Higgins. Außerdem tragen im Zentrum der Hauptstadt Santiago de Chile eine Universität, ein Park sowie eine Hauptverkehrsader seinen Namen. Der Nationalpark Bernardo O’Higgins im Süden Chiles trägt ebenfalls seinen Namen. Auch gibt es einen Orden Bernardo O’Higgins, zudem wurde die Antarktisstation GARS-O’Higgins nach ihm benannt, die von Deutschland und Chile in Kooperation betrieben wird. Der Asteroid des mittleren Hauptgürtels (2351) O’Higgins ist nach ihm benannt.